# San Borja
San Borja – miasto w Boliwii, położone w zachodniej części departamentu Beni.

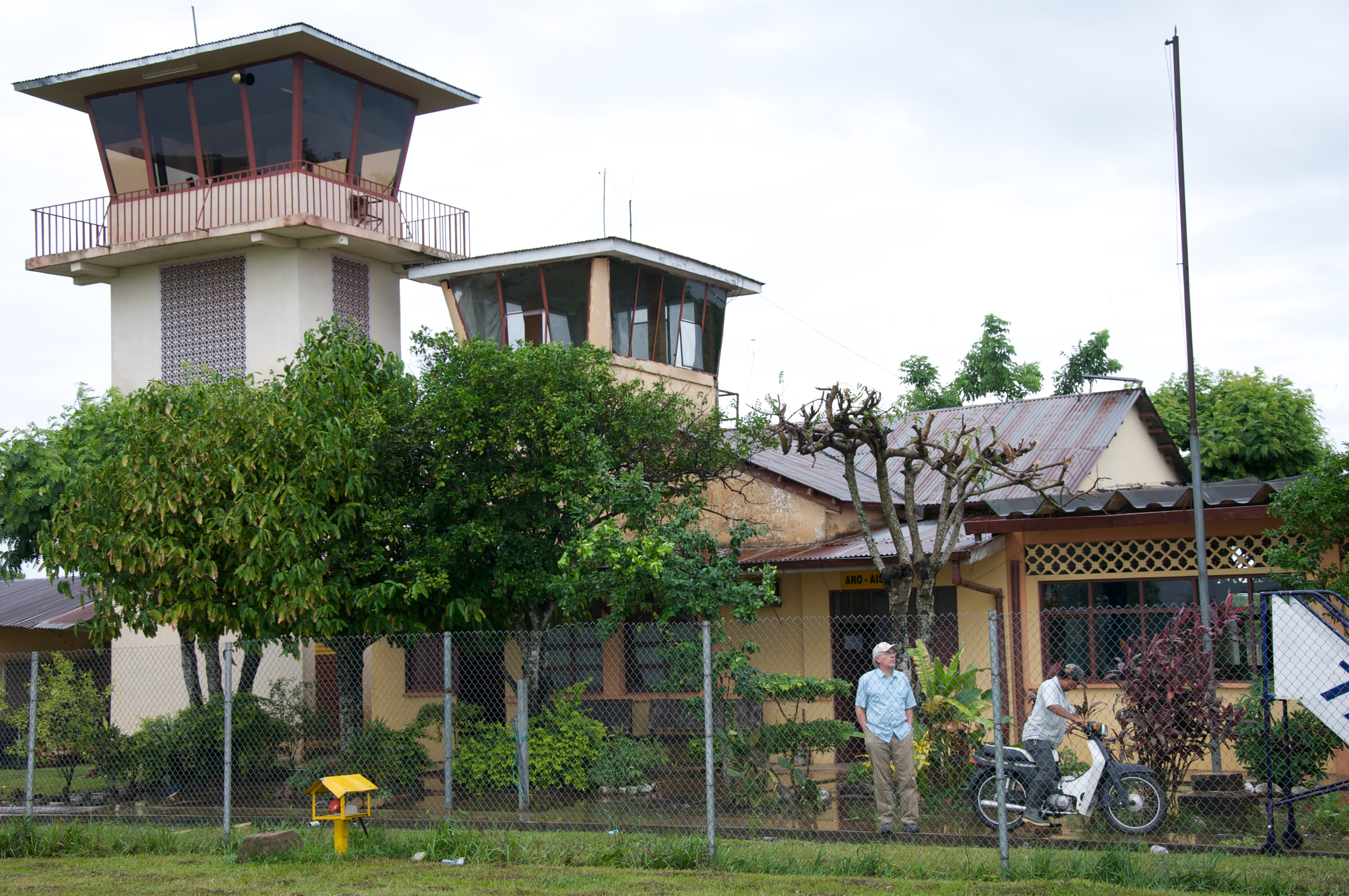
Port lotniczy San Borja

## Transport
Przez miasto przebiega droga krajowa RN3. W San Borja znajduje się też krajowy port lotniczy.

## Demografia
.